# SES-8
SES-8 ist ein kommerzieller Kommunikationssatellit des Satellitenbetreibers SES S.A. Er gehört zur SES-Satellitenflotte. Er wurde am 3. Dezember 2013 mit einer Falcon 9-Trägerrakete vom Raketenstartzentrum Cape Canaveral Air Force Station in eine geostationäre Transferbahn gebracht.
Es war der erste Start einer Falcon-9-Rakete in einen geostationären Transferorbit.

## Nutzlast und Mission
Der Satellit ist mit 33 Ku-Band-Transpondern ausgerüstet und soll von der Position 95° Ost aus unter anderem Indien, Thailand, Vietnam und Laos mit Fernsehprogrammen und weiteren Kommunikationsdienstleistungen versorgen.
Er wurde auf Basis des Satellitenbus GeoStar der Orbital Sciences Corporation gebaut und besitzt eine geplante Lebensdauer von 15 Jahren.